# Los Atletas de la Risa
Los Atletas de la Risa es un trío humorístico chileno fundado en Santiago de Chile el año1987, e integrado por los comediantes Patricio Mejías ("El Pato"), Roberto Saldías ("El Chino") y Juan Carlos Donoso ("El Guatón").

## Historia
En 1987, Mejías, Saldías y Donoso decidieron trabajar juntos haciendo presentaciones de humor en las escaleras de acceso a la casa matriz del Banco de Chile en el Paseo Ahumada en el centro de Santiago.
En sus primeros años de trabajo, coincidiendo con el fin de la dictadura militar y el regreso a la democracia, la ley chilena no autorizaba espectáculos en los espacios públicos, por lo que cada vez que aparecían los carabineros, tenían que arrancar por las calles del centro capitalino para no ser detenidos.Gracias a esta particularidad comenzaron a ser conocidos como Los Atletas de la Risa.
Con la llegada masiva de los equipos de grabación VHS al mercado chileno, al igual que la mayoría de los artistas humorísticos de la época, en 1989 presentaron su primera película humorística, Del hotel a la calle.
Ese mismo año, se presentaron por primera vez en televisión, siendo parte de la sección de personajes populares de Sábado Gigante en Chile.
En 2012, realizaron su primera participación en un festival televisado: la primera edición del Festival de Dichato, logrando doblar en sintonía al Festival de Viña del Mar que se estaba transmitiendo al mismo momento.
Fue tal su éxito que en 2013 llegaron al Festival Internacional de la Canción de Viña del Mar, donde recibieron las antorchas y gaviotas de plata y oro, respectivamente.
En 2015 participaron por primera vez en la Teletón y al año siguiente se presentaron en el Festival del Huaso de Olmué, considerado como el segundo festival de mayor importancia en Chile.

## Estilo
En sus inicios, Los Atletas de la Risa se caracterizaron por un estilo de humor callejero, cargado de doble sentido, lenguaje informal y el uso de la figura de la autocensura y la transgresión, junto a recursos xenofóbicos y homofóbicos.
Tras su primera participación televisiva en el Festival de Dichato en 2012, suavizaron el contenido de sus rutinas humorísticas al reducir el uso del doble sentido, optar por el denominado humor blanco y un lenguaje más familiar.

## Integrantes
- Patricio Mejías (Pato)
- Roberto Saldías (Chino)
- Juan Carlos Donoso (Guatón)

## Filmografía
| Año  | Título                                        |
| ---- | --------------------------------------------- |
| 1989 | Del hotel a la calle 1                        |
| 1990 | Del hotel a la calle 2                        |
| 1991 | Del hotel a la calle 3                        |
| 1991 | Del hotel a la calle 4                        |
| 1991 | Volver al Paseo Ahumada 1                     |
| 1992 | Dos hombres y un filipino                     |
| 1992 | Volver al Paseo Ahumada 2                     |
| 1993 | Volver al Paseo Ahumada 3                     |
| 1993 | Hagámoslo por el chico                        |
| 1994 | Volver al Paseo Ahumada 4                     |
| 1994 | Volver al Paseo Ahumada 5                     |
| 1996 | Volver al Paseo Ahumada 6                     |
| 1996 | Las locas aventuras de Los Atletas de la Risa |
| 1997 | Volver al Paseo Ahumada 7                     |
| 1998 | Temporal de Humor (con Les Roteques)          |
| 1998 | Volver al Paseo Ahumada 8                     |
| 1999 | Volver al Paseo Ahumada 2000                  |
| 2001 | Volver al Paseo Ahumada 9                     |
| 2002 | Volver al Paseo Ahumada 10                    |
| 2004 | Volver al Paseo Ahumada 11                    |
| 2006 | Volver al Paseo Ahumada 12                    |
| 2010 | Volver al Paseo Ahumada 13                    |

### Festivales
| Nombre                                 | Año  | Transmisión en directo     | Premios y reconocimientos                                     |
| -------------------------------------- | ---- | -------------------------- | ------------------------------------------------------------- |
| Fiesta de la Pampilla                  | 1997 | Sin transmisión televisiva |                                                               |
| Festival Viva Dichato                  | 2012 | Mega                       | Dobló en sintonía al Festival de Viña del Mar esa misma noche |
| La Gran Noche de la Corazón            | 2013 | Corazón FM 101.3           |                                                               |
| Festival Internacional de Viña del Mar | 2013 | Chilevisión / A&E          | Antorchas y Gaviotas de Plata y Oro                           |
| Festival Viva Dichato                  | 2014 | Mega                       |                                                               |
| Festival de Antofagasta                | 2015 | Canal 13                   |                                                               |
| Festival del Huaso de Olmué            | 2016 | TVN                        |                                                               |
| Festival de La Serena                  | 2016 | Sin transmisión televisiva |                                                               |
| Festival de la Independencia de Talca  | 2017 | TVN                        |                                                               |
| Festival de Antofagasta                | 2017 |                            |                                                               |
| Festival Viva Dichato                  | 2018 | Mega                       |                                                               |
| Fiesta de la Pampilla                  | 2024 | Sin transmisión televisiva |                                                               |